# 宇津賀村
宇津賀村（うつがそん）は、山口県大津郡にあった村。現在の長門市油谷の北西部の日本海沿岸にあたる。

## 地理
- 海洋 ： 日本海
- 山岳 ： 雨乞岳、妙見山

## 歴史
- 1889年（明治22年）4月1日 - 町村制の施行により、津黄村（つ）、後畑村（う）、角山村（か）の区域をもって発足。
- 1954年（昭和29年）5月1日 - 菱海村・向津具村および日置村の一部（大字蔵小田の一部）と合併して油谷町が発足。同日宇津賀村廃止。